# Jane Morgan (actriz)
Jennie "Jane" Morgan (6 de diciembre de 1880 – 1 de enero de 1972) fue una actriz y cantante estadounidense nacida en Inglaterra cuya carrera abarcó las salas de conciertos, el vodevil, el teatro legítimo, la radio, la televisión y el cine, más conocida como la entrometida casera de Eve Arden, Mrs. Davis, en las versiones para radio y televisión de Our Miss Brooks.

## Primeros años
Morgan nació en Warmley, Gloucestershire, de padres galeses, el 6 de diciembre de 1880, y al cabo de un año cruzó el Atlántico para criarse en Boston, Massachusetts. Tras graduarse en el Conservatorio de Música de Nueva Inglaterra, empezó a actuar con la Boston Opera Company como cantante y violinista, con un sueldo de 25 dólares a la semana. En 1900, vivía con su padre viudo y un hermano en Anaconda, Montana, donde actuaba con frecuencia en producciones teatrales de aficionados y en actos comunitarios. Su padre, Roderick "Rod" Morgan, trabajaba como herrero en Anaconda, mientras que su hermano mayor, Charles, mantenía a su familia como maquinista.

## Matrimonio

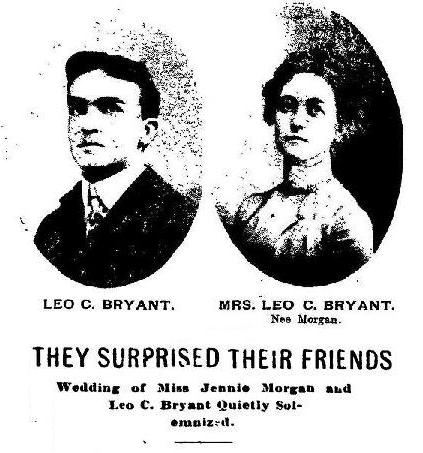
The Anaconda (Montana) Standard (19 de febrero de 1901)

El domingo 17 de febrero de 1901 se casó con Leo Cullen Bryant, un joven de 23 años natural de Albion, Wisconsin, que enseñaba música y dirigía la Margaret Theatre Orchestra en Anaconda. Al mes siguiente, los Bryant abrieron una escuela de música en Butte, Montana, donde enseñaban piano y violín.
Unos años más tarde, trasladaron su negocio a Nampa, Idaho, y poco después empezaron a actuar en el circuito de vodevil. Con el tiempo, Leo Bryant se dio a conocer como violinista sinfónico pionero y profesor de música innovador. La pareja tuvo una hija, Aline (o Alice), y permanecieron juntos hasta la muerte de Leo en Los Ángeles el 20 de marzo de 1955.

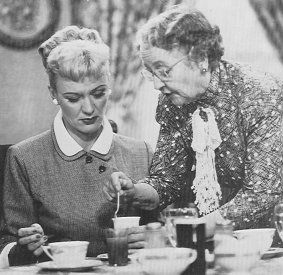
Morgan en un episodio de Our Miss Brooks

## Carrera
En la década de 1910, y probablemente antes, Morgan actuaba en dramas y comedias musicales como The Master Mind (1914, con Carl Rickert), The Silent Voice (1914, con Otis Skinner), Her Temporary Husband (1926), She Couldn't Say No (1930, con Charlotte Greenwood), y Tattle Tales (1933, con Barbara Stanwyck).
En 1930, empezó a trabajar en obras y series radiofónicas. Jane Morgan se convirtió en actriz de reparto en  Lux Radio Theater y fue recordada por su trabajo como parte del reparto de Point Sublime, y en obras de radio como House Undivided como Mother Adams, The Walls Came Tumbling Down (1941, con Keenan Wynn), y The Horn Blows at Midnight (1949, con Jack Benny). Hizo apariciones regulares en los programas de radio de Jack Benny y Bob Hope, e interpretó a la madre de Hal Peary en The Harold Peary Show, pero fue más conocida como Mrs. Davis, la casera maternal de Eve Arden en las versiones para radio y televisión de Our Miss Brooks.

## Muerte
Morgan se retiró en 1957, tras nueve años de emisión de Our Miss Brooks en radio, televisión y cine.
Murió a los 91 años en North Hollywood, California, el día de Año Nuevo de 1972, tras una larga batalla contra una enfermedad cardiaca. Morgan fue enterrada en el mar en cumplimiento de sus últimos deseos.